# Stadio El Molinón
Lo stadio El Molinón (ufficialmente Estadio de El Molinón - Enrique Castro Quini) è uno stadio di calcio situato a Gijón, in Spagna.
Di proprietà della municipalità di Gijón, ospita le partite casalinghe dello Sporting Gijón. Il suo terreno è lungo 105 metri e largo 68 e può ospitare fino a 29.800 persone.

## Storia
Non si conosce esattamente la data di costruzione dell'impianto, ma fonti certe riportano di una partita disputata allo stadio il 20 maggio 1908, fatto che lo renderebbe lo stadio più antico del calcio professionistico spagnolo.
Il nome dello stadio viene fatto derivare da un vecchio mulino idraulico, anticamente presente nell'area dove ora sorge l'impianto attuale. Nel 1915 lo Sporting Gijón iniziò ad usarlo come campo ufficiale. La prima partita di una competizione nazionale venne disputata il 22 aprile 1917 in Coppa del Re contro l'Arenas Club de Getxo.
Nel 1920 la finale di Coppa del Re tra Athletic Bilbao e Barcellona si disputò in questo impianto.
Il 20 novembre 1924 il club acquistò la proprietà dell'impianto, che fino ad allora aveva avuto in affitto. Nel 1931 la tribuna subì un incendio che la distrusse completamente e, vista la precaria situazione economica dello di Sporting Gijón e dei costi di ricostruzione, lo Sporting restituì la proprietà dell'impianto al comune nel 1944.
Nel dicembre del 1968 fu introdotta l'illuminazione artificiale, indispensabile per le partite giocate di sera. La prima partita giocata con l'illuminazione artificiale fu tra lo Sporting Gijón e il Valencia Club de Fútbol Mestalla. Nel 1969 iniziarono i lavori per coprire lo stadio, opera che consentì all'impianto di diventare il primo campo di calcio in Spagna completamente coperto.
È stato scelto dalla FIFA come uno degli stadi per il Mondiale 1982, evento per il quale ha subito diversi interventi di ristrutturazione nel 1981. Insieme al Carlos Tartiere di Oviedo, ha quindi ospitato le partite del gruppo B del campionato del mondo 1982. In particolare, si sono giocate qui tutte le gare del primo turno dei futuri vice-campioni della Germania Ovest, compresa quella molto contestata contro l'Austria, che è passata alla storia come Patto di non belligeranza di Gijón.
Tra il 1997 e il 1998 sono stati effettuati dei lavori di adeguamento per rispettare le norme di sicurezza per gli stadi di calcio professionistico introdotte dalla UEFA e dalla FIFA, che hanno diminuito la capacità dell'impianto da 45 000 spettatori a 25 585. Nel 2008 la capacità è stata temporaneamente ridotta a Template:Chiarire:23481 spettatori, per questioni di sicurezza e visibilità.
L'impianto rientra attualmente nella Categoria 3 UEFA, e può al momento ospitare 29 800 spettatori. Dal 2018 ha assunto il nome ufficiale di Estadio de El Molinón - Enrique Castro Quini, in onore dell'omonimo ex giocatore dello Sporting, deceduto in un incidente stradale.

## Incontri internazionali disputati

### Nazionale spagnola
- Spagna -  Italia 1-1 (amichevole) il 22 aprile 1928
- Spagna -  Norvegia 3-0 (amichevole) il 22 marzo 1978
- Spagna -  Cecoslovacchia 2-2 (amichevole) il 16 aprile 1980
- Spagna -  Grecia 3-1 (amichevole) il 29 aprile 1986
- Spagna -  Brasile 3-0 (amichevole) il 12 settembre 1990
- Spagna -  Fær Øer 3-1 (qualificazioni ai Mondiali 1998) l'11 ottobre 1997
- Spagna -  Danimarca 2-0 (amichevole) il 31 marzo 2004
- Spagna -  Uruguay 2-0 (amichevole) il 17 agosto 2005
- Spagna -  Finlandia 1-1 (qualificazioni ai Mondiali 2014) il 22 marzo 2013
- Spagna -  Fær Øer 4-0 (qualificazioni agli Europei 2020) l'8 settembre 2019

### Mondiale 1982
- Germania Ovest -  Algeria 1-2 (gruppo 2) il 16 giugno
- Germania Ovest -  Cile 4-1 (gruppo 2) il 20 giugno
- Germania Ovest -  Austria 1-0 (gruppo 2) il 25 giugno